# Estang
Estang – miejscowość i gmina we Francji, w regionie Oksytania, w departamencie Gers.
Według danych na rok 1990 gminę zamieszkiwały 724 osoby, a gęstość zaludnienia wynosiła 32 osób/km² (wśród 3020 gmin regionu Midi-Pireneje Estang plasuje się na 454. miejscu pod względem liczby ludności, natomiast pod względem powierzchni na miejscu 482.).